# Saint-Léger-sous-Beuvray
Saint-Léger-sous-Beuvray este o comună în departamentul Saône-et-Loire, Franța. În 2009 avea o populație de 481 de locuitori.

## Evoluția populației
| An        | 1975 | 1982 | 1990 | 1999 | 2006 | 2009 |
| --------- | ---- | ---- | ---- | ---- | ---- | ---- |
| Populație | 628  | 590  | 540  | 524  | 492  | 481  |